# Ephippion guttifer
Ephippion guttifer és una espècie de peix de la família dels tetraodòntids i de l'ordre dels tetraodontiformes.

## Morfologia
- Els mascles poden assolir 80 cm de longitud total[1] i 4.300 g de pes.[2][3]

## Alimentació
Menja crancs, mol·luscs i eriçons de mar.

## Hàbitat
És un peix marí, de clima subtropical i demersal que viu entre 10-100 m de fondària.

## Distribució geogràfica
Es troba des de Gibraltar i el Mediterrani occidental fins a prop de Benguela (Angola).

## Observacions
És inofensiu per als humans.